# Dawit Chachaleischwili
Dawit Chachaleischwili (georgisch დავით ხახალეიშვილი; * 28. Februar 1971 in Kutaissi, Imeretien, Georgische SSR; † 11. Januar 2021) war ein sowjetischer Judoka, der ab 1993 für Georgien antrat. Im Schwergewicht gewann er eine olympische Goldmedaille und drei Europameistertitel.

## Sportliche Karriere
Dawit Chachaleischwili gewann 1988 und 1989 bei den Junioreneuropameisterschaften. 1989 siegte er mit der Mannschaft der Sowjetunion bei den Mannschaftseuropameisterschaften. Bei den Europameisterschaften 1990 gewann er die Bronzemedaille in der offenen Klasse. Die Judo-Weltmeisterschaften 1991 fanden in Barcelona statt, Chachaleischwili erreichte in der offenen Klasse das Finale und unterlag dort gegen den Japaner Naoya Ogawa.
1992 trat keine sowjetische Mannschaft mehr an, sondern das Vereinte Team als Vertretung der Gemeinschaft unabhängiger Staaten (GUS). In Barcelona bei den Olympischen Spielen 1992 bestritt und gewann Chachaleischwili fünf Kämpfe. Im Halbfinale überwand er den Ungarn Imre Csösz, im Finale schlug er Naoya Ogawa nach einer Minute durch Ippon.
Bei den Europameisterschaften 1993 in Athen trat Dawit Chachaleischwili für Georgien an. Im Schwergewichtsfinale besiegte er den Franzosen David Douillet, seine zweite Goldmedaille gewann er durch den Finalsieg in der offenen Klasse über den Belgier Harry Van Barneveld. Auch bei den Weltmeisterschaften in Hamilton trat er zweimal an. Im Schwergewichtsfinale verlor er gegen Douillet; im Halbfinale der offenen Klasse unterlag er dem Deutschen Henry Stöhr, gewann aber den Bronzekampf gegen den Spanier Ernesto Pérez.
1995 unterlag Dawit Chachaleischwili bei den Weltmeisterschaften in Chiba im ersten Schwergewichtskampf gegen Naoya Ogawa, kämpfte sich dann aber durch die Hoffnungsrunde bis zur Bronzemedaille vor. Bei den Europameisterschaften 1996 besiegte er im Viertelfinale den Rumänen Alexandru Lungu und im Halbfinale Imre Csösz. Das Finale gewann er gegen den Russen Sergei Kossorotow. Bei den Olympischen Spielen 1996
sollte Chachaleischwili in der ersten Runde gegen Alexandru Lungu antreten. Er fand sich aber nicht rechtzeitig an der richtigen Waage ein und wurde disqualifiziert. Ende 1996 gewann er mit Georgien die Bronzemedaille bei den Mannschaftseuropameisterschaften.
Neben seiner Judokarriere war Dawit Chachaleischwili auch im Sambo erfolgreich und gewann 1996 und 1997 den Weltmeistertitel im Schwergewicht. Außerdem bestritt er drei Mixed-Martial-Arts-Kämpfe, von denen er einen gewann.
Chachaleischwili starb im Januar 2021 im Alter von 49 Jahren an den Folgen einer Kardiomyopathie.